# 拉加尔德帕雷奥勒
拉加尔德帕雷奥勒（法語：Lagarde-Paréol，法語發音：[laɡaʁd paʁeɔl]）是法国普罗旺斯-阿尔卑斯-蓝色海岸大区沃克吕兹省的一个市镇，属于阿维尼翁区。

## 地理
拉加尔德帕雷奥勒（44°13'41"N, 4°51'4"E）面积9.29 平方千米，位于法国普罗旺斯-阿尔卑斯-蓝色海岸大区沃克吕兹省，该省份为法国东南部内陆省份，北起德龙省，西北接阿尔代什省，西接加尔省，南至罗讷河口省，东南角与瓦尔省接壤，东临上普罗旺斯阿尔卑斯省。
与拉加尔德帕雷奥勒接壤的市镇（或旧市镇、城区）包括：罗什居德、圣塞西尔莱维涅、塞里尼昂迪孔塔、于绍。

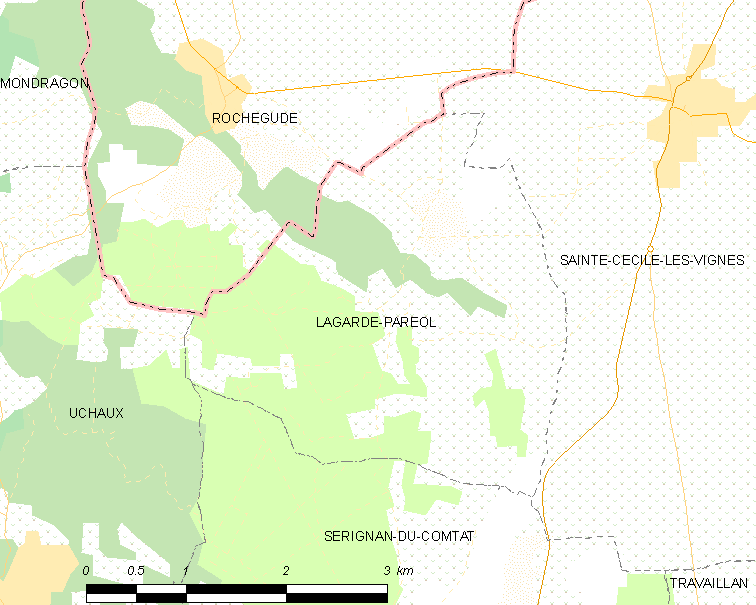
拉加尔德帕雷奥勒的OSM定位图

拉加尔德帕雷奥勒的时区为UTC+01:00、UTC+02:00（夏令时）。

## 行政
拉加尔德帕雷奥勒的邮政编码为84290，INSEE市镇编码为84061。

## 政治
拉加尔德帕雷奥勒所属的省级选区为博莱讷县。

## 人口

1962-2008年间拉加尔德帕雷奥勒人口变化图示

拉加尔德帕雷奥勒于2022年1月1日时的人口数量为321人。